# Hans Voelkner
Hans Voelkner (* 21. August 1928 in Danzig; † 15. November 2002 in Berlin) war ein Geheimagent der DDR-Auslandsspionage.

## Leben
Voelkner entstammt einer westpreußischen Arbeiterfamilie. Seine Eltern, die Zirkuskünstler Käte Voelkner und Johann Podsiadlo, waren Mitglieder der Widerstandsgruppe Rote Kapelle in Frankreich. Sein Onkel war der kommunistische Schriftsteller Benno Voelkner. 1942 wurden seine Eltern verhaftet, 1943 von einem Feldgericht in Paris zum Tode verurteilt und von den Nationalsozialisten hingerichtet.
Voelkner kam in ein nationalsozialistisches Kinderheim. Im Januar 1945 wurde er in den Reichsarbeitsdienst eingezogen, wo er im Februar nach einem Fluchtversuch zur Roten Armee von der SS festgenommen und inhaftiert wurde. Anschließend  musste er am Todesmarsch von Danzig in die Straf- und Hinrichtungsanstalt Bützow-Dreibergen teilnehmen.
Nach der Befreiung der Anstalt am 3. Mai 1945 kam er gemeinsam mit ebenfalls befreiten französischen Gefangenen nach Paris, wo er bis Mai 1946 interniert wurde. Ab 1949 lebte er in Leipzig, wo er wiederum verhaftet wurde und von einem sowjetischen Militärtribunal wegen Spionage und Sabotage als Agent der Sûreté nationale zu sechs Jahren Zuchthaus in Bautzen verurteilt und 1955 entlassen wurde.
Ab 1962 arbeitete er für die DDR-Auslandspionage als Instrukteur und Kurier einer nachrichtendienstlichen Quelle bei der NATO in Paris.

„Meine Aufgabe war es, Kontakt zu Partnern zu halten, für die Reisen in sozialistische Länder ein Risiko gewesen wären. Von ihnen waren Informationen in Empfang zu nehmen, aufzubereiten, zu komprimieren und ihr sicherer Transport zu gewährleisten. Gemeinsam mit den Partnern mußten die Ergebnisse der Arbeit analysiert und neue Aufgaben festgelegt werden. Schließlich, und dies war steter Bestandteil unserer Arbeit, mußten die menschlichen Kontakte gepflegt werden. Da gab es persönliche Probleme, Fragen zur politischen Lage oder auch nur das Bedürfnis, wieder einmal mit einem Freund ganz offen zu reden.“

1969 wurde er in Paris durch Beamte des Direction de la surveillance du territoire (DST – Direktion zur Überwachung des Territoriums) verhaftet und vom Gerichtshof der Republik Frankreich zu 12 Jahren Haft verurteilt.
1974 wurde Voelkner durch den Französischen Staatspräsidenten begnadigt und gegen Agenten westlicher Dienste ausgetauscht. Nach seiner Rückkehr nach Ost-Berlin arbeitete Voelkner bis 1990 im Institut für internationale Politik und Wirtschaft (IPW) in Berlin.

## Werke
- Hans Voelkner: Salto mortale. Vom Rampenlicht zur unsichtbaren Front, Militärverlag der DDR, Berlin 1989
- Hans und Rosemarie Voelkner (Hrsg.): Unschuldig in Stalins Hand. Briefe – Berichte – Notizen, Brandenburgisches Verlagshaus, Berlin 1990
- Hans H. Werner: … und wieder in Paris. In: Klaus Eichner, Gotthold Schramm (Hrsg.): Top-Spione im Westen: Spitzenquellen der DDR-Aufklärung erinnern sich. Überarbeitete Neuauflage Auflage. Das neue Berlin (Eulenspiegel-Verlagsgruppe), Berlin 2016, ISBN 978-3-360-01310-1, S. 268–276.